# کابوس در خیابان الم (فیلم ۱۹۸۴)
کابوس در خیابان الم (به انگلیسی: A Nightmare on Elm Street) نام فیلمی ترسناک-فانتزی محصول سال ۱۹۸۴ کشور آمریکا است. شخصیت منفی این فیلم، فردی کروگر، یکی از برترین شروران تاریخ سینماست که در لیست ۱۰۰ سال… ۱۰۰ شرور و قهرمان بنیاد فیلم آمریکا نیز حضور دارد. این شخصیت بعدها در فیلم‌ها و بازی‌های دیگری نیز ایفای نقش کرد. فیلم کابوس در خیابان الم که در سال ۲۰۱۰ ساخته شد بازسازی این فیلم محسوب می‌شود. این فیلم، اولین کار جانی دپ می‌باشد.

## خلاصه داستان
داستان فیلم در مورد چند انسان است که در کودکی با هم در یک مهد کودک بوده‌اند. در مهد کودک شخصی به نام فردی کروگر آنها را مورد آزار قرار می‌دهد و پدر و مادرشان وقتی به این قضیه پی می‌برند دنبال فردی می‌گردند و در نهایت او را آتش می‌زنند (همین زمان است که او روح شیطانی گرفته و به شیطان تبدیل می‌شود). حال که آن کودکان بزرگ شده‌اند یک مشکل مشترک برای همه آنها پیش می‌آید. مشکل همان کابوس‌های واقعی است که تک تک این افراد می‌بینند و از آن رنج می‌برند. کابوس‌هایی که در همه آنها شخصی به نام فرِدی (فِرِد کروگر) می‌آید و پس از آزار و شکنجه روحی و روانی افراد را در خوابشان به قتل می‌رساند. پس از مرگ چند تن از آنها، دو نفر از این افراد به نام‌های کوئتین و نانسی برای نجات جان خود و بقیه و رهایی از دست فردی تلاش می‌کنند تا او را نابود کنند.